# For the Defense (film 1916)
For the Defense è un film muto del 1916 diretto da Frank Reicher.

## Trama
A New York, in viaggio da un convento francese verso uno di Montreal, la novizia Fidele Roget è catturata da uno schiavista. Scappando via, la giovane è testimone di un omicidio. Incontra poi Jim Webster che sta per suicidarsi. Lei lo dissuade e lui decide di aiutarla a raggiungere il Canada. Sulla strada, Jim viene arrestato per omicidio e viene processato. L'uomo confida a Fidele che è stato incastrato dal suo maggiordomo, che ha ucciso un uomo e poi ha costruito le prove per accusare lui. Fidele si rende conto che si tratta dello stesso delitto al quale ha assistito e decide di smascherare il vero assassino. Fingendosi una serva nella casa di Webster, riesce a ingannare il maggiordomo e a farlo confessare. Jim viene scagionato e lei rinuncia alla vita in convento per diventare sua moglie.

## Produzione
Il film fu prodotto dalla Jesse L. Lasky Feature Play Company con il titolo di lavorazione Fidele.

## Distribuzione
Distribuito dalla Paramount Pictures e Famous Players-Lasky Corporation, il film uscì nelle sale cinematografiche USA il 12 marzo 1916.